# Hymnus an den diktäischen Zeus

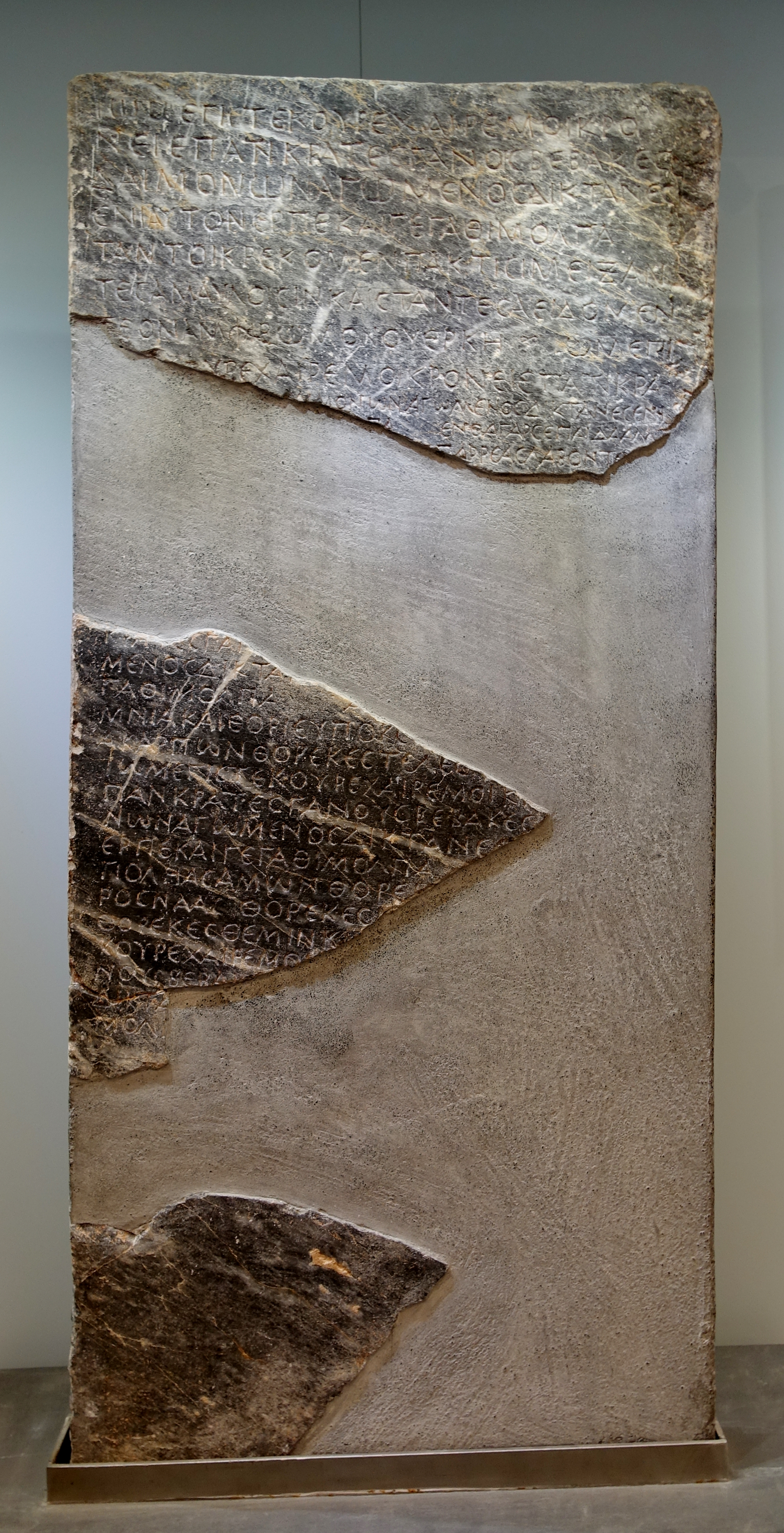
Stele mit dem Hymnus an den diktäischen Zeus im archäologischen Museum von Iraklio

Der Hymnus an den diktäischen Zeus, auch Hymnus der Koureten genannt, ist ein altgriechischer feierlicher Preis- und Lobgesang. Er befindet sich auf einer Stele, von der vier Bruchstücke im Mai 1904 bei den Ausgrabungen in Roussolakkos bei Palekastro an der Ostküste der griechischen Insel Kreta gefunden wurden. Der Hymnus beschreibt die Anrufung des jungen Zeus als „größten Kouros“, der als Fruchtbarkeitsgott verehrt wurde und zum jährlichen Fest der Wiedergeburt der Natur an seinem Geburtsort Dikta (altgriechisch Δίκτα) die jungen Bürger nach ihrer Initiation begrüßen sollte. Die Stele, deren Entdeckung die Lokalisierung des aus überlieferten Schriften bekannten Tempels des diktäischen Zeus ermöglichte, ist heute im archäologischen Museum von Iraklio ausgestellt.

## Fundort
Ungefähre Koordinaten der Fundstelle: 35° 11′ 39″ N, 26° 16′ 37″ O
Das Heiligtum des diktäischen Zeus in Roussolakkos existierte von der geometrischen Zeit des 8. Jahrhunderts v. Chr. bis in die römische Zeit des 4. Jahrhunderts n. Chr. Für das auf den Ruinen einer minoischen Stadt entstandene, zunächst nicht überdachte Heiligtum wurde zwischen 550 und 150 v. Chr. ein Tempel errichtet. Vermutlich war das Heiligtum, das durch die Inschrift auf den in einer Grube nahe dem Block Χ (Chi) der Ausgrabungsstätte von Roussolakkos gefundenen Stelenfragmenten dem diktäischen Zeus zugeordnet werden konnte, das Zentrum von Heleia (Ἥλεια), auch Eleia (Ἑλεία), einer Stadt oder einem Gebiet der Eteokreter, die entsprechend Inschriften und der Überlieferung durch Strabon (10.4.6) den Kult des diktäischen Zeus beibehalten hatten. Eine Gleichsetzung des Zeus Diktaios mit dem kretischen Zeus Velchanos ist wahrscheinlich.
Das etwa um 900 v. Chr. gegründete Heiligtum lag ungefähr 200 Meter vom Strand Bondalaki (Παραλία Μπονταλάκι) an der Ostküste Kretas entfernt auf halber Höhe einer leichten Erhebung. Funde bronzener Reliefschilde, Lebetes, Waffen und vieler Gefäße zeugen von reichen Weihgaben. Aufgefundene Kelche, Lampen und Fackeln belegen, dass im Kult der nachts vollzogenen Zeremonien Wein konsumiert wurde. Der Tempel entwickelte sich vom lokalen Kultort zu einem überregionalen religiösen Mittelpunkt Ostkretas, dessen Verwaltung die Poleis Itanos, Praisos und Hierapytna wechselseitig für sich beanspruchten. Vom Tempelgebäude sind nur Fragmente der Terrakotta-Dekoration erhalten, Mauerreste wurden nicht gefunden. Der entsprechende Bereich des Blocks Χ ist nicht zu besichtigen, da man ihn nach den Ausgrabungen wieder verfüllte. Westlich der antiken Kultstätte des diktäischen Zeus befindet sich in einer Entfernung von 6,5 Kilometern der 539 Meter hohe Berg Modi (Μόδι), der im Altertum nach Strabon (10.4.12) die Bezeichnung Dikte (Δίκτη) trug und als Geburtsstätte des Zeus galt.

## Text des Hymnus
Die Inschrift auf der beidseitig gravierten Kalksteinstele stammt vom Anfang des 3. Jahrhunderts n. Chr., der Text nach dem glatten Metrum zu urteilen jedoch aus der hellenistischen Zeit des späten 4. oder frühen 3. Jahrhunderts v. Chr., basierend auf älteren Vorstellungen und Riten. Die Übersetzung des nachfolgenden Textes lehnt sich an verschiedene Versionen englischer Übersetzungen an.
| ἰὼ μέγιστε κοῦρε, χαῖρέ μοι, Κρόνειε παγκρατὲς γάνους βέβακες δαιμόνων ἁγώμενος Δίκταν εἰς ἐνιαυτὸν ἕρπε καὶ γέγαθι μολπᾷ, τάν τοι κρέκομεν πακτίσι μείξαντες ἅμ’ αὐλοῖσιν, καὶ στάντες ἀείδομεν τεὸν ἀμφὶ βωμὸν εὐερκῆ. ἰὼ μέγι[στε] κοῦρε, χαῖρέ μοι, Κρόνειε παγκρα[τὲς γάνους βέβακες δ]αιμόνων ἁγώμενος Δίκταν εἰς ἐνι[αυτὸν ἕρπ]ε καὶ γέγαθι μολπᾷ. ἔνθα γὰρ σέ παῖδ’ ἄμ(β)ρ(ο)τον ἀσπιδ[ηφόροι τροφῆες] πὰρ Ῥέας λαβόντες πό(δ)α κ[ρούοντες ἀπέκρυψαν] [ἰὼ μέγιστε κοῦρε, χαῖρέ μοι, Κρόνειε] [παγκρατὲς γάνους βέβακες δαιμόνων ἁγώμενος] [Δίκταν εἰς ἐνιαυτὸν ἕρπε καὶ γέγαθι μολπᾷ.] [— — — —] [— — – τ]ᾶς καλᾶς ἀο(ῦ)ς. [ἰὼ μέγιστε κοῦρε, χαῖρέ μοι, Κ]ρόνειε παγκρατὲς γάν[ους βέβακες δαιμόνω]ν ἁγώμενος Δίκταν εἰς ἐνι[αυτὸν ἕρπε κα]ὶ γέγαθι μολπᾷ. [ὧραι δὲ β]ρύον κατῆτος καὶ βροτὸς Δίκα κατῆχε [καὶ πάντα δι]ῇπε (ζ)ώ(ι)’ ἁ φίλολβος Εἰρή(ν)α. [ἰὼ μέγιστε κοῦρε, χαῖρέ μοι, Κρόνειε] παγκρατὲς γάν[ους βέβακες δαιμόνων ἁγώ]μενος Δίκταν εἰς ἐ[νιαυτὸν ἕρπε καὶ γέ]γαθι μολπᾷ. ἀ[λλ’ ἄναξ θόρ’ ἐς στα]μνία καὶ θόρ’ εὔποκ’ ἐ[ς πώεα] [κἐς λάι]α καρπῶν θόρε κἐς τελεσφ[όρος οἴκος] ἰὼ μέγιστε κοῦρε, χαῖρέ μοι, Κρ[όνειε] παγκρατὲς γάνους βέβακες [δαιμό]νων ἁγώμενος Δίκταν εἰς ἐνι[αυτὸν] ἕρπε καὶ γέγαθι μολπᾷ. [θόρε κἐς] πόληας ἁμῶν θόρε κἐς ποντο(π)όρος νᾶας θόρε κἐς ν[εὸς πο]λείτ(α)ς θόρε κἐς Θέμιν κα[λάν.] [ἰὼ μέγιστε] κοῦρε, χαῖρέ μοι, Κρόνειε παγκρατὲς γάνους βέβακ[ες δαιμόνων ἁγ]ώμενος Δίκταν εἰς ἐνι[αυτὸν ἕρπε καὶ γέγαθι] μολπᾷ. |  | Heil dir größter Kouros, sei gegrüßt, Sohn des Kronos, allmächtiger Herrscher an der Spitze der Dämonen, kehre zurück nach Dikta zum Jahreswechsel und erfreue dich unseres Liedes, das wir singen, begleitet von Harfen und Flöten, und wie wir so stehen um den dir gut erbauten Altar. Heil dir größter Kouros, sei gegrüßt, Sohn des Kronos, allmächtiger Herrscher an der Spitze der Dämonen, kehre zurück nach Dikta zum Jahreswechsel und erfreue dich unseres Liedes. Denn hier haben dich unsterbliches Kind deine Schildwächter von Rhea empfangen, die Schilde schlagend, um dich zu verbergen. Heil dir größter Kouros, sei gegrüßt, Sohn des Kronos, allmächtiger Herrscher an der Spitze der Dämonen, kehre zurück nach Dikta zum Jahreswechsel und erfreue dich unseres Liedes. — — — — — — – von der schönen Morgendämmerung. Heil dir größter Kouros, sei gegrüßt, Sohn des Kronos, allmächtiger Herrscher an der Spitze der Dämonen, kehre zurück nach Dikta zum Jahreswechsel und erfreue dich unseres Liedes. Die Jahreszeiten waren fruchtbar, die Sterblichen dienten dem Recht und den Wohlstand liebender Friede lag über allen Geschöpfen. Heil dir größter Kouros, sei gegrüßt, Sohn des Kronos, allmächtiger Herrscher an der Spitze der Dämonen, kehre zurück nach Dikta zum Jahreswechsel und erfreue dich unseres Liedes. Und, Herr, bespringe die Weinkrüge, bespringe die Schafherden, bespringe die Fruchtfelder und mach unsere Häuser ertragreich. Heil dir größter Kouros, sei gegrüßt, Sohn des Kronos, allmächtiger Herrscher an der Spitze der Dämonen, kehre zurück nach Dikta zum Jahreswechsel und erfreue dich unseres Liedes. Bespringe auch unsere Städte, bespringe unsere Seeschiffe, bespringe unsere Jungbürger und bespringe die gerechte Themis. Heil dir größter Kouros, sei gegrüßt, Sohn des Kronos, allmächtiger Herrscher an der Spitze der Dämonen, kehre zurück nach Dikta zum Jahreswechsel und erfreue dich unseres Liedes. |

Der vorliegende Text folgt dem Standardmuster altgriechischer Hymnen, der Anrufung, gefolgt vom Argument und endend mit der Bitte an die Gottheit. Der Hymnus beginnt und endet mit dem Refrain, der auch zwischen den einzelnen der sechs Strophen gesungen wurde. Der angerufene Gott wird namentlich nicht genannt, sondern als „größter Kouros“ bezeichnet, doch „Sohn des Kronos“ wie auch die Schilderung der Übergabe des „unsterblichen Kindes“ von Rhea, der Gemahlin des Kronos, an die Koureten in der zweiten Strophe machen deutlich, dass Zeus gemeint ist.
Der kretische Zeus, auch Velchanos genannt, war ein Vegetationsgott, der jedes Jahr wiedergeboren wurde, wie der semitische Adonis und der ägyptische Osiris. In dem Hymnus wird Zeus, der Herden, Felder, Schiffe, Städte und Jungbürger „bespringt“, angerufen, nach Dikta zurückzukehren und sich an dem Gesang an seinem Altar zu erfreuen. Die Bitte des „Bespringens“ an den jungen Gott in den letzten Versen ist so zu verstehen, dass Zeus in die genannten Dinge „hineinfahren“ solle, um sie in metaphorischem Sinne zu „befruchten“.
Das Auffinden der chryselephantinen Statuette des Kouros von Palaikastro bei den Ausgrabungen in Roussolakkos in den Jahren 1987 bis 1990 mit seiner Verbindung zu minoischen Initiationsriten zeigt, dass der mythische Tanz der Koureten und einige der älteren Ideen, wie sie im Hymnus an den diktäischen Zeus zum Ausdruck kamen, wahrscheinlich auf Aufführungen beruhten, die bereits 1500 Jahre vor dem jährlichen Gesang der Hymne in griechischer Zeit auf Kreta stattfanden. Die aus der minoischen Kultur überkommenen Riten wurden anscheinend in der Antike fortgeführt, bis das Diktaion, der Tempel des diktäischen Zeus in Roussolakkos, einige Zeit nach dem 3. Jahrhundert n. Chr. aufgegeben wurde.